# Amytornis
Amytornis és un gènere d'ocells de la família dels malúrids (Maluridae) que habita en zones obertes d'Austràlia.

## Llista d'espècies
Se n'han descrit 13 espècies dins aquest gènere.
- Amytornis barbatus - malur canós carablanc.
- Amytornis woodwardi - malur canós gorjablanc.
- Amytornis dorotheae - malur canós de Carpentària.
- Amytornis striatus - malur canós estriat.
- Amytornis whitei - malur canós roig.
- Amytornis rowleyi - malur canós d'Opalton.
- Amytornis merrotsyi - malur canós de Merrotsy.
- Amytornis housei - malur canós negre.
- Amytornis goyderi - malur canós de l'Eyre.
- Amytornis ballarae - malur canós kalkadoon.
- Amytornis purnelli - malur canós fosc.
- Amytornis textilis - malur canós occidental.
- Amytornis modestus - malur canós becgròs.